# Зеренков, Валерий Георгиевич
Валерий Георгиевич Зеренков (род. 13 августа 1948 года, Изобильный, Ставропольский край, РСФСР, СССР) — российский политический деятель. Герой труда Ставропольского края (2008).
Губернатор Ставропольского края с 5 мая 2012 по 27 сентября 2013. Член Совета Федерации РФ (1996—1998). Депутат Государственной Думы Федерального собрания Российской Федерации VI созыва (2011—2012).

## Биография
Валерий Георгиевич Зеренков родился 13 августа 1948 года в городе Изобильный Ставропольского края. После окончания в 1977 году Ставропольского сельскохозяйственного института по специальности «инженер-механик сельского хозяйства», работал учеником электрика автоколонны, а затем автоэлектриком, старшим мастером, заместителем начальника и начальником цеха Ставропольского завода автомобильных прицепов.
С 1982 года Валерий Георгиевич работал начальником управления механизации и строительства, заместителем управляющего трестом «Ставропольгражданстрой». В 1987 году на конкурсной основе был избран директором автоколонны.
Свою политическую карьеру, Валерий Зеренков начал в 1989 году, когда он был избран председателем исполкома Октябрьского районного Совета народных депутатов города Ставрополя. В декабре 1991 года Зеренков был назначен главой администрации Октябрьского района Ставрополя.
С 1994 года по 1998 год занимал пост председателя Думы Ставропольского края. На правах руководителя законодательного органа субъекта Российской Федерации, являлся членом Совета Федерации. Входил в состав Комитета Совета Федерации по бюджету, налоговой политике, финансовому, валютному и таможенному регулированию, банковской деятельности.
В 1996 году заочно окончил Московский государственный социальный университет по специальности «юрист».
С 1998 года по 2011 год работал генеральным директором Ставропольского центра стандартизации, метрологии и сертификации.
4 декабря 2011 года Валерий Зеренков был избран депутатом Государственной думы Российской Федерации VI созыва в составе федерального списка кандидатов, выдвинутого Всероссийской политической партией «Единая Россия». Член фракции «Единая Россия» (группа Булаева, член комитета ГД по вопросам семьи, женщин и детей.
2 мая 2012 назначен исполняющим обязанности губернатора Ставропольского края. 4 мая 2012 года Президент России Дмитрий Анатольевич Медведев внёс в Думу Ставропольского края кандидатуру Валерия Зеренкова для утверждения его на посту губернатора. 5 мая 2012 года Дума Ставропольского края утвердила Валерия Зеренкова на посту губернатора.
На новом посту Валерий Зеренков начал обращать большое внимание на Кавказские Минеральные Воды, в частности, на ситуацию в Кисловодске.
С 28 июля 2012 по 22 февраля 2013 — член президиума Государственного совета Российской Федерации.
27 сентября 2013 года освобожден от должности Президентом РФ на основании своего заявления.
Во время своего председательства в Государственной Думе Ставропольского края В.Зеренков заявлял, что законодательная и исполнительная ветви власти на Ставрополье не должны противопоставлять себя друг другу, а вместе созидательно работать на благо края. Считал необходимым научно подходить к формированию законодательной системы края как правовой основы экономического, социального и политического развития. Отмечал, что у руководителей государства нет ясной концепции перехода к рыночной экономике, к демократии.

## Ученые звания и степени
- Кандидат социологических наук[23]
- Почетный профессор Ставропольского государственного аграрного университета

## Награды
- Орден Почёта (23 июня 2014 года) — за достигнутые трудовые успехи, значительный вклад в социально-экономическое развитие Российской Федерации, реализацию внешнеполитического курса Российской Федерации, заслуги в гуманитарной сфере, укреплении законности, защите прав и интересов граждан, многолетнюю добросовестную работу и активную законотворческую деятельность[24]
- медаль «В память 850-летия Москвы» (1997)
- Заслуженный работник транспорта Российской Федерации
- медаль «Герой труда Ставрополья» (2008)
- медаль «За заслуги перед Ставропольским краем»
- медаль «За доблестный труд» III степени
- нагрудный знак «За заслуги в стандартизации и качества» им. В. В. Бойцова (2012)
- орден «Звезда Созидания»
- В 2018 году удостоен звания «Почетный гражданин Ставропольского края»[25]
- Благодарственное письмо Главы Чеченской Республики (4 июня 2013 года) — за профессиональную подготовку и безупречную службу сотрудников Оперативной  группы ФСИН России, направленных для выполнения служебно-боевых задач по охране и обороне комплекса правительственных зданий и сооружений Чеченской Республики[26]

## Семья
Валерий Георгиевич Зеренков женат, у него двое детей.

## Увлечения
Увлекается спортом, любит театр, эстраду, интересуется проблемами философии и политологии.